# Yamangalea
Yamangalea is een geslacht van spinnen uit de familie springspinnen (Salticidae).

## Soorten
De volgende soorten zijn bij het geslacht ingedeeld:
- Yamangalea frewana Maddison, 2009